# Yasuhiro Yamashita
Yasuhiro Yamashita  (født 1. juni 1957 i Kumamoto) er en japansk tidligere judoudøver og instruktør/rådgiver i judo for en lang række organisationer, herunder Tokai University, International Judo Federation, og All Japan Judo Federation. 

## Sportskarriere
I 1977 deltog han i de japanske studentermesterskaber i judo, hvor han tabte finalen. Men herefter var han urørlig, idet han vandt samtlige turneringer, såvel nationale som internationale, i flere år fremover. Blandt hans triumfer var sejr i de åbne japanske mesterskaber hvert år fra 1977 til og med 1984. Derudover blev han verdensmester 1979, 1981 og 1983, Efter ikke at have deltaget i OL 1980 i Moskva, som blev boykottet af blandt andet Japan, deltog han i OL 1984 i Los Angeles, hvor han stillede op i åben klasse for mænd. Konkurrencen havde 15 deltagere, som to puljer. Yamashita vandt sin første kamp over en senegaleser, og derpå besejrede han en vesttysker. I denne kamp blev han dog skadet og humpede fra banen. I finalen i hans pulje mødte han en franskmand, der forsøgte at drage fordel af Yamashitas tydeligvis skadede ben, men japaneren lykkedes dog med at vinde kampen. Derpå var han i finalen mod vinderen af den anden pulje, egypteren Mohamed Ali Rashwan, og skønt han var ret mærket af sin skade, lykkedes det ham at besejre egypteren med en ippon efter kun lidt over et minut og sikrede sig dermed den ventede guldmedalje. Men hans skade var så slem, at Rashwan måtte hjælpe ham op på sejrspodiet til medaljeoverrækkelsen.
Yashimoto vandt sit sidste japanske mesterskab i 1985, hvorpå han blev pensioneret fra elitejudo i april samme år efter en bemærkelsesværdig karriere, hvor han vandt 203 sejre i træk. Han modtog den japanske National Prize of Honor den 9. oktober 1984.

## Senere karriere
Yashimoto blev efterfølgende judoinstruktør i en række organisationer, og han var blandt andet cheftræner for de japanske judokaer ved OL 2000 i Sydney. I 2007 lavede han sammen med Ruslands præsident, Vladimir Putin, der som Yashimoto har det sorte bælte i judo, en instruktionsvideo i sporten.
Siden 2019 har han været formand for Japans olympiske komité, og siden 2020 har han siddet i IOC som repræsentant for sit land.